# Coronilla repanda subsp. dura
Coronilla repanda subsp. dura é uma subespécie de planta com flor pertencente à família Fabaceae. 
A autoridade científica da subespécie é (Cav.) Cout., tendo sido publicada em A Flora de Portugal 356. 1913.
O seu nome comum é pascoinhas.

## Portugal
Trata-se de uma subespécie presente no território português, nomeadamente em Portugal Continental.
Em termos de naturalidade é nativa da região atrás indicada.

## Protecção
Não se encontra protegida por legislação portuguesa ou da Comunidade Europeia.